# Kirchbach
Pour les articles homonymes, voir Kirchbach (homonymie).
Kirchbach est une commune autrichienne du district de Hermagor en Carinthie.